# Московская фонологическая школа
Моско́вская фонологи́ческая шко́ла (МФШ) — одно из направлений в современной фонологии, возникших на основе учения И. А. Бодуэна де Куртенэ о фонеме (наряду с Ленинградской фонологической школой (ЛФШ), основанной Л. В. Щербой).
Возникновение школы связано с именами таких советских лингвистов, как Р. И. Аванесов, В. Н. Сидоров, А. А. Реформатский. К школе принадлежали также П. С. Кузнецов, М. В. Панов, Л. Л. Касаткин, Н. А. Еськова, С. К. Пожарицкая, В. А. Виноградов и другие учёные. Воззрения школы изложены, в частности, в книге Р. И. Аванесова и В. Н. Сидорова «Очерк грамматики русского литературного языка (часть I: фонетика и морфология)», увидевшей свет в Москве в 1945 году. Сам же Аванесов со временем разработал собственную фонологическую концепцию, изложенную им в книге «Фонетика современного русского литературного языка», вышедшей в 1956 году. Подобным же образом поступил и М. В. Панов, книга которого «Русская фонетика» была издана в 1967 году.
Важнейшее положение школы — необходимость применения морфологического критерия (обращения к морфемному членению) при определении фонемного состава языка. В рамках МФШ разработаны теория фонологических позиций и учение о варьировании фонемы.
Идеи МФШ нашли применение в первую очередь в теории письма: в графике, орфографии, создании алфавитов, практической транскрипции и транслитерации, а также в исторической фонетике, диалектологии, лингвистической географии и преподавании неродного языка.

## История

### Предшественники МФШ
Первым идею о необходимости рассмотрения звуков языка как составляющих морфем высказал И. А. Бодуэн де Куртенэ. В 1871 году в работе «Некоторые общие замечания о языковедении и языке» он писал, что предмет фонетики составляет не только изучение звуков с физиологической стороны или в их историческом развитии, но и

роль звуков в механизме языка, их значение для чутья народа, не всегда совпадающее с соответствующими категориями звуков по их физическому свойству и обусловленное, с одной стороны, физиологическою природой, а с другой — происхождением, историей звуков; это разбор звуков с морфологической, словообразовательной точки зрения…

По Бодуэну, фонемы «могут быть рассматриваемы лингвистически только тогда, когда входят в состав всесторонне живых языковых элементов, каковыми являются морфемы, ассоциируемые как с семиологическими, так и с морфологическими представлениями». Несмотря на то что в других работах И. А. Бодуэн де Куртенэ склонялся к трактовке фонемы как психического представления, общим в его трактовках фонологии — учения о фонеме — оставалось понятие о том, что её предметом должны выступать не просто звуки, а нечто постоянное и присутствующее в сознании говорящих.
Другим предшественником МФШ можно назвать Н. Ф. Яковлева, который в статье «Математическая формула построения алфавита» назвал заслугой бодуэновской школы формирование представления о том, что в сознании говорящих существует строго ограниченное число звуковых оттенков (фонем), и предположил, что выделимость фонем в языке основывается на их «грамматической функции». Он же высказал частное положение, впоследствии принятое МФШ: указал на несмыслоразличительный характер оппозиций [г — г'], [к — к'], [х — х'] и [и — ы] в русском языке.

### Формирование школы
Во время подготовки к Всероссийскому орфографическому съезду 1931 года в стенах московского Научно-исследовательского института языкознания состоялось близкое знакомство Р. И. Аванесова, В. Н. Сидорова и А. А. Реформатского, сотрудничавших с середины 1920-х гг., с П. С. Кузнецовым и А. М. Сухотиным. Тогда же увидела свет статья Аванесова и Сидорова «Реформа орфографии в связи с проблемой письменного языка», в которой излагается позиция авторов по вопросу о фонеме и фонологическом (морфологическом) письме, сохраняющем единство морфемы, однако ещё отсутствует учение о типах позиций и различении вариантов и вариаций фонем, а также гиперфонеме.
Вскоре Р. И. Аванесов возглавил кафедру русского языка Московского городского педагогического института (МГПИ), куда им были приглашены сторонники формирующегося учения: А. М. Селищев, С. И. Бернштейн, С. Б. Бернштейн, В. Н. Сидоров, А. М. Сухотин, А. Б. Шапиро, П. С. Кузнецов, А. И. Зарецкий, А. А. Реформатский, И. С. Ильинская, В. Г. Орлова. В 1935 году на кафедре состоялась дискуссия о фонеме, в которой докладчиком выступил А. А. Реформатский. Дискуссия способствовала формированию взглядов школы. Полезной для становления МФШ оказалась и работа основанной в 1934 г. при НИИ Большого советского атласа мира Транскрипционной комиссии, требовавшая применения фонологической теории к материалу различных языков.
Во второй половине 1930-х гг. сторонники МФШ готовили к выходу в свет научные публикации: сборник трудов кафедры русского языка МГПИ под редакцией Р. И. Аванесова, содержавший статьи по фонологической тематике, и «Очерк грамматики русского литературного языка» Р. И. Аванесова и В. Н. Сидорова, в разделе фонетики которого излагалось учение школы о фонеме и системе фонем. Однако сборник статей увидел свет лишь в 1941 г., а «Очерк…» — в 1945 году. Двумя годами позднее вышла из печати первая редакция «Введения в языковедение» А. А. Реформатского.

### «Дискуссия о фонеме»
В 1952—1953 годах на страницах журнала «Известия АН СССР. Отделение литературы и языка» развернулась дискуссия по вопросам фонологии. К тому времени стало очевидно, что точка зрения МФШ не может быть согласована с учением ленинградских фонологов; кроме того, существовала тенденция «сводить счёты» с приверженцами марризма. Зачинателем дискуссии выступил С. К. Шаумян со статьёй «Проблема фонемы», выражавшей мнение сторонника строгого разграничения фонетики, использующей методы естественных наук, и фонологии как дисциплины с лингвистической методологией; такое разграничение большинство советских фонологов считало недопустимым, многие рассматривали фонологию как более высокую ступень фонетики. В статье С. К. Шаумян также полемизировал с учением МФШ.
Статья Шаумяна породила немало критических откликов, одним из которых стала статья С. И. Бернштейна, отразившая самостоятельный взгляд автора на проблемы фонологии (ср. утверждение о том, что щербовское определение фонемы как звукового типа предполагает понимание фонемы как основного варианта с его позиционными модификациями). Среди других откликов была статья «О значении морфологического критерия для фонологии», написанная М. В. Пановым и демонстрирующая недостатки определения фонемы как «звукового типа», в частности невозможность однозначно привести к какому-либо звуковому типу сильной позиции звук, встречающийся лишь в слабых позициях (как рус. [ъ]). М. В. Панов, настаивая на необходимости применения морфологического критерия, утверждал, что даже представители ЛФШ исподволь применяли его.
В дискуссии приняли участие и сторонники ЛФШ: Л. Р. Зиндер, М. И. Матусевич, В. И. Лыткин, А. Н. Гвоздев.
В заключительной редакционной статье дискуссии содержится вывод о том, что обсуждение не вполне оправдало возложенные на него надежды; также авторы статьи высказали сомнение в актуальности самой проблемы фонемы, с чем, с точки зрения А. А. Реформатского, трудно согласиться.

### Позднейшее развитие
Рядом лингвистов, так или иначе причастных к истории МФШ, в разные годы были предложены фонологические концепции, являющиеся попытками синтеза теорий московских и ленинградских фонологов либо предлагающие несколько подходов к понятию фонемы одновременно (поэтому А. А. Реформатский, ссылаясь на С. И. Бернштейна, называет их плюралистическими, или концепциями «двойного счёта», имея в виду подсчёт числа фонологических единиц в языке). Ни одна из этих теорий не была принята сторонниками традиционной фонологии МФШ. Первым, ещё в 1930-х годах (хотя статья «Основные понятия фонологии» была опубликована лишь в 1962 г.), к мысли о подобной концепции пришёл С. И. Бернштейн. Он считал возможным рассматривать «московскую» фонему как обобщение «ленинградской». В концепции Бернштейна различаются несколько разновидностей фонетических чередований:
- дивергенции (позиционные):
  - 1-й степени (вариации) — дивергенции, члены которых (варианты) не встречаются в одинаковых позиционных условиях (ср. понятие вариации фонемы в традиционном учении МФШ); варианты составляют фонему 1-й степени (Ф1);
  - 2-й степени (субституции) — дивергенции, члены которых (субституты) чередуются в одних позиционных условиях и равно возможны в других (к примеру, в русском языке члены чередования д — т равно возможны перед гласными: дом — том, но в позиции конца слова один из них всегда заменяется другим: род [т] — рот); субституты составляют фонему 2-й степени (Ф²);
- трансформации. Элементы трансформаций образуют фонему 3-й степени (Ф³), или морфонему[16].

Другим проявлением «фонологического плюрализма» может считаться теория «смешанных фонем», изложенная С. К. Шаумяном в статье «Проблема фонемы», где предлагалось понятие смешанной фонемы для случаев нейтрализации противопоставлений фонем в слабых позициях. По Шаумяну, в первых слогах рус. ногой — нагой выступает одна и та же смешанная фонема [o/a], объединяющая в себе фонемы [o] и [a]:337—338.

#### Теория Р. И. Аванесова
К середине 1950-х годов обозначилась особая позиция Р. И. Аванесова и ряда его учеников по вопросам фонологии, не разделявшаяся большинством сторонников МФШ. Впервые концепция Аванесова была изложена автором в 1954 году в Ленинграде; позднее увидели свет представляющие концепцию статья «Кратчайшая звуковая единица в составе слова и морфемы» и книга «Фонетика современного русского литературного языка».
Р. И. Аванесов, сохраняя опору на морфологию при определении фонем, предлагает разграничение сильных и слабых фонем, основанное на том, что в различных позициях число позиционно обусловленных признаков звуковых единиц неодинаково: так, у [с'] в рус. сядь признак мягкости не обусловлен позицией (ср. сад), а в снять — обусловлен позицией перед [н']. В позициях такой обусловленности вследствие нейтрализации может противопоставляться меньшее число звуковых единиц, чем в других позициях, поэтому их способность к различению звуковых оболочек слов снижается. В таких позициях выступают слабые фонемы, в позициях максимальной дифференциации — сильные (возможность или невозможность отождествления единицы слабой позиции с единицей сильной, существенная для понятия гиперфонемы в традиционной МФШ, здесь не имеет определяющего значения). Позиционно чередующиеся сильная и слабые фонемы составляют фонемный ряд.
Как сильная, так и слабая фонема может выступать в позиционных вариантах: например, в русском языке слабая гласная фонема первого предударного слога α имеет варианты [ʌ] (после твёрдых согласных) и [ие] (после мягких).

#### Теория М. В. Панова
В 1967 году вышла в свет книга М. В. Панова «Русская фонетика», в которой учёный изложил свою фонологическую теорию, основанную на понятиях парадигмы как ряда позиционно чередующихся звуков и синтагмы. М. В. Панов различает синтагмо-фонемы — множества дополнительно распределённых звуковых единиц, способных вступать в те или иные сочетания с другим звуками, — и парадигмо-фонемы — множества звуковых единиц, позиционно чередующихся в рамках одной морфемы (понятие, соответствующее традиционной фонеме МФШ). Число синтагмо-фонем, близких к фонемам в понимании ЛФШ и Н. С. Трубецкого, может быть весьма значительным (так, М. В. Панов выделял в русском языке 73 согласных синтагмо-фонемы); для разрешения этой и других проблем Панов вводит понятие субфонемы — различительного признака синтагмо-фонем, по отношению к которому понятие синтагмо-фонемы является производным.

## Положения школы

### Понятие фонемы
Фонемами в учении МФШ называются самостоятельные звуковые различия, служащие знаками различения слов языка, иначе говоря, минимальные составляющие звуковых оболочек минимальных знаковых единиц — морфем. Поскольку морфема понимается как множество чередующихся морфов, фонема предстаёт множеством звуков, чередующихся в составе морфов по фонетическим правилам. Если чередование обусловлено не фонетически, а морфологически (как в рус. водит — вожу) или лексически, чередующиеся элементы входят не в состав фонемы, а в состав морфонемы (морфофонемы). Следует отметить, что за морфонемами не признаётся статус самостоятельных языковых единиц, а морфонология считается не отдельным уровнем языка, а особой сферой, входящей как в фонологию, так и в морфологию; от явлений первой её отличает обусловленность морфологическими условиями вместо фонетических позиций, от явлений второй — отсутствие значимостей, присущих морфемам.
Каждая фонема реализуется в определённых разновидностях, каждая из которых выступает в определённых фонетических условиях; в одной и той же позиции всегда выступает одна и та же разновидность, в различных позициях — разные.
Как следует из определения фонемы как ряда позиционно чередующихся звуков (возможно, включающего и нуль звука), для отнесения разных звуков к одной фонеме необходимо и достаточно, чтобы звуки находились в дополнительном распределении (дистрибуции) в зависимости исключительно от фонетических позиций и занимали одно и то же место в одной и той же морфеме. Фонетическая близость звуков не играет роли в их отнесении к той или иной фонеме. Такой критерий называется морфологическим.

#### Функции фонемы
Согласно учению МФШ, фонема осуществляет две основных функции:
- перцептивную — способствовать отождествлению значимых единиц языка — слов и морфем;
- сигнификативную — способствовать различению значимых единиц.

Применение морфологического критерия опирается как на перцептивную (по мнению сторонников МФШ, опознавание и отождествление говорящими слов и заметно видоизменяющимися в зависимости от контекста морфем основано не только на единстве значения, но и на тождестве фонемного состава), так и на сигнификативную функцию фонем (позиционно чередующиеся звуки не участвуют в смыслоразличении).

### Варианты и вариации фонем
Среди реализаций фонемы последователи МФШ различают её основной вариант (доминанту) и модификации. Существуют модификации двух типов: варианты и вариации фонем. Под вариантом фонемы понимается модификация, выступающая в позиции нейтрализации двух или более фонем (фонетически вариант может совпадать или не совпадать с основным представителем одной из нейтрализующихся фонем: так, в рус. вода в первом слоге выступает вариант [ʌ], не совпадающий с основными представителями <о> и <а>, в то время как в вод [t], выступающий в конечной позиции, совпадает с основным вариантом фонемы <т>). Вариации фонем представлены в позициях, где не происходит нейтрализация фонемных противопоставлений; примерами вариации могут служить изменение ряда (упереднение) задних гласных русского языка в положении между мягкими согласными, не приводящее к их совпадению с гласными переднего ряда: вёл [v''о'l], и озвончение непарных глухих согласных: дровец бы [ʣ].

### Теория позиций
МФШ детально разработала теорию позиций — условий употребления и реализации фонем в речи. В рамках теории различаются фонологические и морфологические позиции; в первых чередуются звуки, образующие одну фонему, во вторых — фонемы, составляющие морфонему.
Другая классификация позволяет выделить сильные и слабые фонетические позиции. В сильных позициях функции фонемы не ограничены, в слабых подвергаются ограничению. В соответствии с функциями фонемы различают перцептивные и сигнификативные позиции. В сигнификативно и перцептивно сильной позиции, называемой иначе абсолютно сильной, где звук, реализующий фонему, не испытывает редукции и воздействия соседних звуков, выступает основной вариант фонемы. В перцептивно слабой позиции восприятие фонемы затруднено вследствие отклонения её реализации от основного представителя, однако нейтрализации данной фонемы с какой-либо другой не происходит. В перцептивно слабых позициях выступают вариации фонем.
В сигнификативно сильной позиции фонема отличается от прочих фонем, поскольку реализуется особым звуком; в сигнификативно слабой позиции фонема ограничена в способности различать значимые единицы языка (морфемы и слова), поскольку количество противопоставленных фонем сокращено вследствие нейтрализации. В сигнификативно слабых позициях выступают варианты фонем.

### Гиперфонема
В рамках МФШ было выработано понятие гиперфонемы. Первоначально под гиперфонемой понималась единица, выступающая в позициях нейтрализации, а также группа нейтрализующихся в данной позиции фонем. Позднее термин стал обозначать случай реализации в рамках той или иной морфемы звука или ряда позиционно чередующихся звуков, представляющих собой общую часть нейтрализованных в данной позиции фонем и не приводимая в данной морфеме однозначно к одной из этих фонем. Так, в корне, представленном в рус. собака, собаковод, первый гласный не встречается под ударением (в сильной позиции), а представляющие его чередующиеся звуки могут являться представителями фонемы <о> или <а>. В этом случае считается, что в первом слоге присутствует гиперфонема, что отражается в фонематической транскрипции: <с{о/а}бака>.

### Фонематическая транскрипция
В фонематической транскрипции, применяемой в МФШ, как и в других традиционных фонологических школах, фонема обозначается в транскрипции своим основным вариантом. Гиперфонема может обозначаться основными вариантами нейтрализованных фонем, записанными через дробь (к примеру, <с{о/а}бака> или <{с/з/с'/з'}тол>) или тире. В «Очерке грамматики русского литературного языка» Р. И. Аванесова и В. Н. Сидорова, где вместо гиперфонемы речь идёт о группе фонем, предлагается в случае невозможности привести некоторый звук к той или иной фонеме записывать в фонемной транскрипции произносимый звук с числовым индексом, показывающим, какие фонемы или их группы не различаются в данной позиции:
- для гласных: 1 — неразличение <о> и <а> (<са1ба́ка>), 2 — <о>, <а> и <э> (<jь²зы́к>), 3 — <о> и <э> (<да́jт’ь³>);
- для согласных: 1 — неразличение глухости и звонкости (<с1по́р>), 2 — твёрдости и мягкости (<п'²е́н'>), 3 — обоих признаков (<з'³д'е́с'>).

Фонемная транскрипция МФШ может заключаться в угловые скобки.
Фонемная запись морфемы часто, хотя и не всегда, совпадает с её орфографической записью (ср. рус. <вод>). Следует заметить, что в ряде случаев запись морфемы не совпадает ни с одним из представленных в языке её морфов. Это происходит, когда основные варианты всех входящих в морфему фонем не встречаются в одном слове: такова, к примеру, фонемная запись морфемы <боб>, представленной морфами [боп] (боб) и [бʌб] (бобы).

#### Процедура транскрибирования
Реконструируемая процедура МФШ для принятия решений об отнесении звуков к тем или иным фонемам предполагает несколько этапов. Вначале следует произвести морфемное членение транскрибируемого текста, требуемое для применения морфологического критерия; данный этап может быть сопряжён с рядом трудностей, связанных с вопросами о морфемной членимости слова (так, выделение приставки по- в семантически нечленимом рус. поезд спорно) и отождествлении морфем (например, приставок в рассказать и россказни). Далее необходимо соотнести сегменты в слабых позициях с соответствующими им сильными позициями; данная процедура имеет много общего с проверкой правописания безударных гласных и конечных согласных. В случае невозможности указания сильной позиции в транскрипции используется гиперфонема.

## Фонология русского языка с точки зрения МФШ

### Гласные
С точки зрения МФШ, в русском языке насчитывается пять гласных фонем: <и э а о у>. В сильных позициях (под ударением) они реализуются в своих основных вариантах или вариациях, обусловленных твёрдостью или мягкостью соседних согласных. В слабых (безударных) позициях фонемы <и> и <у> также представлены вариациями, не совпадающими с реализациями других фонем и отличающимися друг от друга степенью редукции, меньшей в слабых позициях первой ступени — в первом предударном слоге — и большей в слабых позициях второй ступени, к которым относится иные предударные слоги. Прочие гласные в слабых позициях представлены своими вариантами, причём качество варианта обусловлено как ступенью слабой позиции (положением относительно ударения), так и качеством предшествующего согласного.
| Модификации гласных фонем русского языка | Модификации гласных фонем русского языка | Модификации гласных фонем русского языка                      | Модификации гласных фонем русского языка                      | Модификации гласных фонем русского языка                      |
| Фонемы                                   | Вариации (под ударением) | Варианты                                                      | Варианты                                                      | Варианты                                                      |
| ---------------------------------------- | --- | ------------------------------------------------------------- | ------------------------------------------------------------- | ------------------------------------------------------------- |
| Фонемы                                   | Вариации (под ударением) | I ступень                                                     | II ступень                                                    | За ударением                                                  |
| <и>                                      | [и] в начале слова, после парных мягких согласных, после задненёбных (кроме стыка слов); [ы] после парных твёрдых согласных, [ц], твёрдых шипящих (не перед мягкими; перед мягкими реализуется как [и], отодвинутый к среднему ряду) и задненёбных (на стыке слов) | —                                                             | —                                                             | —                                                             |
| <э>                                      | Между мягкими ([е]), а также после твёрдых шипящих и [ц] — смещение к более верхнему подъёму | [ь] после мягких и шипящих                                    | [ь] после мягких и шипящих                                    | [ь] после мягких и шипящих                                    |
| <а>                                      | Между мягкими — смещение в сторону переднего ряда | [а] после твёрдых (кроме шипящих), [ь] после мягких и шипящих | [ъ] после твёрдых (кроме шипящих), [ь] после мягких и шипящих | [ъ] в абсолютном конце слова, [ь] в прочих случаях            |
| <о>                                      | Между мягкими — смещение в сторону переднего ряда | [а] после твёрдых (кроме шипящих), [ь] после мягких и шипящих | [ъ] после твёрдых (кроме шипящих), [ь] после мягких и шипящих | [ъ] после твёрдых (кроме шипящих), [ь] после мягких и шипящих |
| <у>                                      | Между мягкими — смещение в сторону переднего ряда | —                                                             | —                                                             | —                                                             |

Поскольку в русском языке, по мнению сторонников МФШ, отсутствуют фонетические положения, в которых встречались бы и звук [и], и [ы], то есть присутствие в некоторой позиции одного из этих звуков исключает возможность присутствия в ней другого, последователями школы делается вывод о том, что [и] и [ы] являются разновидностями одной фонемы: [ы] представляет собой вариацию фонемы <и>, обусловленную положением после твёрдого согласного. Таким образом, в парах, подобных мыл — мил, единственное фонемное различие состоит в мягкости или твёрдости согласного, а не в гласных фонемах.

### Согласные
Сторонники МФШ выделяют в русском языке 34 согласных фонемы. В их число включаются:
- губные:
  - губно-губные: <п п' б б' м м'>;
  - губно-зубные: <ф ф' в в'>;
- язычные:
  - зубные: <т т' д д' с с' з з' ц л л' н н'>;
  - нёбно-зубные: <ш ж ш'ː ж'ː ч' р р'>;
  - средненёбный: <j>;
  - задненёбные: <к г х>.

Парные по звонкости — глухости фонемы различаются в позициях перед гласными, сонорными согласными и <в в'>. В прочих позициях их противопоставления нейтрализуются, то есть фонемы выступают в своих вариантах: в конце слова и перед глухими имеет место оглушение звонких, перед звонкими — озвончение глухих. Внепарные согласные также способны оглушаться и озвончаться, однако в этих случаях они представлены вариациями, а не вариантами, поскольку нейтрализации не происходит.
Согласные, парные по твёрдости — мягкости, различаются в позициях на конце слова, перед гласными <а o у и>, перед губными и задненёбными согласными. В других случаях они, за исключением <л л'>, различающихся во всех позициях, нейтрализуются и выступают в своих вариантах: твёрдые смягчаются перед <э>; перед твёрдыми зубными зубные всегда твёрдые, перед мягкими — мягкие; <н> и <н'> нейтрализуются перед <ч'> и <щ'ː>. Неразличение твёрдых и мягких имеет место перед <j>.
Задненёбные мягкие звуки [к' г' х'] признаются в МФШ вариациями соответствующих твёрдых фонем <к г х>. Однако, в отличие от прочих парных твёрдых, обусловливающих позиционную вариацию [ы], эти фонемы сами смягчаются в позиции перед <и>.

## Критика и полемика

### Полемика с представителями ЛФШ

#### Позиция И. А. Бодуэна де Куртенэ
Между представителями МФШ и сторонниками фонологической концепции, созданной Л. В. Щербой и его последователями, существовала активная полемика. Одним из пунктов расхождения московских и ленинградских фонологов является трактовка лингвистического наследия И. А. Бодуэна де Куртенэ.
С точки зрения приверженцев ЛФШ, дав в работе 1881 года «Некоторые отделы сравнительной грамматики славянских языков» понятие о фонеме как совокупности фонетических свойств части слова (не обязательно минимальной), неделимой при установлении связей в одном языке и при сопоставлении языков, И. А. Бодуэн де Куртенэ уже в «Опыте теории фонетических альтернаций» 1894 г. предлагает психологическую трактовку фонемы как суммы артикуляционных и акустических представлений и в дальнейшем укрепляется в таком мнении. Хотя Бодуэн и говорит о том, что тождество фонемы определяется тождеством морфемы, он допускает, что в сознании некоторых носителей конечный [c] в вёз уже стал самостоятельной фонемой. Первым, кто предложил рассматривать звуки в аспекте их смыслоразличительной функции и определять фонему, в отличие от её оттенка, с учётом смыслоразличения, в ЛФШ считается Л. В. Щерба (Бодуэн связывает смыслоразличение лишь с отдельными признаками фонемы).
Сторонники МФШ полагают, что на способность фонемы к различению знаменательных единиц языка И. А. Бодуэн де Куртенэ указал ещё в 1868 году; по их мнению, основной мыслью в фонологии Бодуэна был морфематизм — убеждённость в том, что фонемы могут быть рассматриваемы лингвистически только в соотношении с морфологическими представлениями и значением, которую Бодуэн де Куртенэ сохранял и в поздние годы. Л. В. Щербу и его последователей при этом упрекают в отступлении от морфематизма Бодуэна, приведшем к исключению из рассмотрения явлений нейтрализации и учения о позициях и варьировании, а также к представлению об автономности фонетики, которое МФШ признаёт ошибочным.

#### Вопросы теории фонем
В статье «Существуют ли звуки речи» Л. Р. Зиндер отмечает такой недостаток теории МФШ, как проблема различных звуков в сильных позициях (ср. рус. жена — женский и жёны). Выступает Л. Р. Зиндер и против тезисов о том, что «неразличающиеся звуки могут при известных условиях быть различными фонемами», и о постоянстве фонемного состава морфемы; по его мнению, нейтрализация есть лишь ограничение на употребление тех или иных фонем в некоторой позиции. Имеет большое значение необходимость специального орфографического правила о правописании конечных парных согласных, без которого ученик написал бы в слове род букву Т. Это, с точки зрения Л. Р. Зиндера, свидетельствует об осознании носителями языка звука [т] в данной позиции. Аргументом против морфологического критерия для Зиндера становится ясность фонемного состава бессмысленных образований, не соотносимых с морфемами данного языка: носитель всегда способен однозначно определить фонемный состав слова. Сторонник МФШ А. А. Реформатский, возражая подобной точке зрения, называл возведение [ъ] слабой позиции к /а/ или /ы/, практикуемое ЛФШ, «подтягиванием».
Л. Р. Зиндер полагает также, что в МФШ фонема перестаёт быть звуковой единицей. Для него фонема является смыслоразличительной единицей лишь тогда, когда обладает определёнными акустико-артикуляционными свойствами, которые, хотя могут варьироваться в достаточно широких пределах, ограничены диапазонами свойств других фонем языка и должны иметь общий признак при всяком варьировании.
Критикуя учение МФШ о варьировании фонемы и фонемных чередованиях, Ю. С. Маслов отмечает, что в нём стирается различие между чередованиями в рус. погода [д] — погоду ([д] огубленный перед [у]) и погода — погодка [т], которые сторонники МФШ считают фонологически несущественными. ЛФШ усматривает во втором примере не варьирование фонемы, а живое (в отличие от исторического) чередование фонем. Впрочем, терминологически в МФШ различие также проводится: в первом примере рассматривается вариация фонемы <д>, во втором — вариант.

#### Расхождения в частных вопросах
Представители ЛФШ не признают тезиса МФШ о принадлежности [и] и [ы] в русском языке к одной фонеме. Их аргументация включает случай смыслоразличения за счёт противопоставления этих звуков: названия букв и и ы — а также другие случаи нахождения [ы] в начальной позиции, к примеру Ыныкчанский, Ылле, однако такие случаи трактуются МФШ как явления «экзотической фонетики».
Кроме того, приверженцы учения ЛФШ считают самостоятельными фонемами мягкие заднеязычные [к' г' х'], приводя примеры их непозиционной мягкости наподобие ткёт, кювет, Кяхта.
В качестве возражения стороннику ЛФШ А. Н. Гвоздеву, усмотревшему противоречие в учении МФШ о системе фонем русского языка (Гвоздев утверждал, что, поскольку существует минимальная пара Кире [к’и] — к Ире [кы], необходимо постулировать либо <к> и <к'>, либо <и> и <ы> в качестве отдельных фонем), А. А. Реформатским было предложено понятие пограничного сигнала — фонетической единицы, выступающей на стыке слов. Благодаря наличию пограничного сигнала фонема <и> в к Ире выступает в вариации [ы].
Наконец, к числу расхождений между МФШ и ЛФШ в трактовке языковых фактов относятся точки зрения школ по вопросу о моно- и бифонемных явлениях: московские фонологи допускают трактовку выделенных элементов в рус. тёщи, вожжи как монофонем или бифонемных сочетаний в зависимости от произносительной традиции, в то время как представители ЛФШ склонны усматривать в приведённых примерах бифонемные сочетания.

### Полемика со сторонниками модификаций МФШ
Имела место и полемика представителей МФШ с бывшими единомышленниками, впоследствии изменившими свои взгляды. Так, Р. И. Аванесов в «Фонетике современного русского литературного языка» указывает на неотчётливость понятия фонемы в традиционном учении МФШ. По мнению Аванесова, москвичи трактуют фонему то как определённый в физиолого-акустическом отношении звук (основной вариант и вариации), то как всю совокупность в общем случае акустически различных позиционно чередующихся звуков, включая варианты фонемы. Также Р. И. Аванесов обращал внимание на тот факт, что в рамках МФШ варианты

рассматриваются по преимуществу со стороны своей эквивалентности фонеме в её основном виде, то есть с точки зрения своего функционального единства с «основным видом фонемы», в то время как различительная способность «вариантов», их фонематичность оказывалась в тени.

Иначе говоря, не учитывается свойство вариантов самостоятельно различать звуковые оболочки слов, в частности в случаях несводимости варианта к сильной позиции (гиперфонемы), когда, по Р. И. Аванесову, единица в слабой позиции не является действительно вариантом, поскольку не входит в ряд позиционных чередований (ср. [ʌ] в баран).

## Влияние на другие фонологические концепции
Концепция МФШ оказала влияние на фонологические и морфонологические концепции таких учёных, как М. Халле, Д. С. Ворт, Т. В. Булыгина, В. Г. Чурганова.

## Влияние на преподавание фонологии в вузах России
В настоящее время основные положения МФШ, наряду с тезисами других фонологических школ, являются предметом изучения студентов филологических факультетов высших учебных заведений России. На филологическом факультете МГУ им. М. В. Ломоносова учению МФШ уделяется преимущественное внимание в перечне вопросов государственного экзамена по русскому языку.